# Charles Joachim Bénard
Pour les articles homonymes, voir Bénard.
Charles Joachim Bénard est un architecte français du XVIIIe siècle né à Paris le 7 mai 1750 et décédé dans sa ville natale le 4 janvier 1794. Il est principalement connu comme l'architecte du théâtre de Marseille.

## Biographie
Élève de Moreau-Desproux, Bénard obtint au concours de l'Académie royale d'architecture le troisième prix en 1774 (« des bains publics d'eaux minérales ») et le deuxième en 1776 (« un château pour un grand seigneur »).
En 1781, il concourut pour la construction du théâtre de Marseille, où l'on lotissait des terrains libérés par le transfert à Toulon de l'arsenal des galères, contre Brun, Sigaud, De Wailly, Ledoux et probablement Cauvet. Son projet fut adopté par la compagnie du marquis Rapalli qui l'emporta en définitive.
En 1788, il succéda à Houlié et Cauvet comme architecte de l'extravagante et exigeante princesse Kinski pour qui il réalisa de somptueux aménagements dans son hôtel particulier à Paris.

## Réalisations et principaux projets
- Théâtre de Marseille, Marseille (Bouches-du-Rhône), 1786-1787 : Le théâtre a été conçu par Bénard pour accueillir 3 000 spectateurs. Il est précédé d'un péristyle à six colonnes d'ordre ionique. « Quand il fut bâti, on ne trouva à lui reprocher que la silhouette un peu lourde de ses combles. Il fut longtemps l'un des ornements du nouveau Marseille et de quartier Beauvau. »[3]
- Hôtel de Clermont, no 69 rue de Varenne, Paris (7e arrondissement) : Travaux de décoration pour le comte d'Orsay.
- Hôtel Kinski, no 53 rue Saint-Dominique, Paris (7e arrondissement) : Travaux d'aménagement intérieur pour la princesse Kinski.

## Galerie

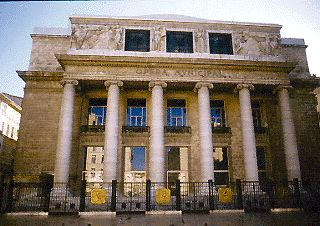
L'Opéra municipal aujourd'hui
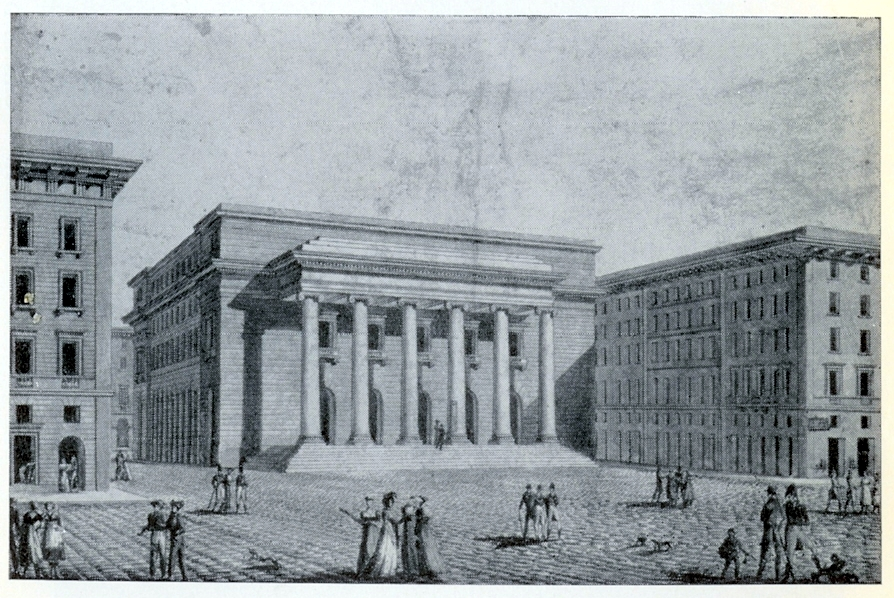
Le Grand Théâtre en 1813
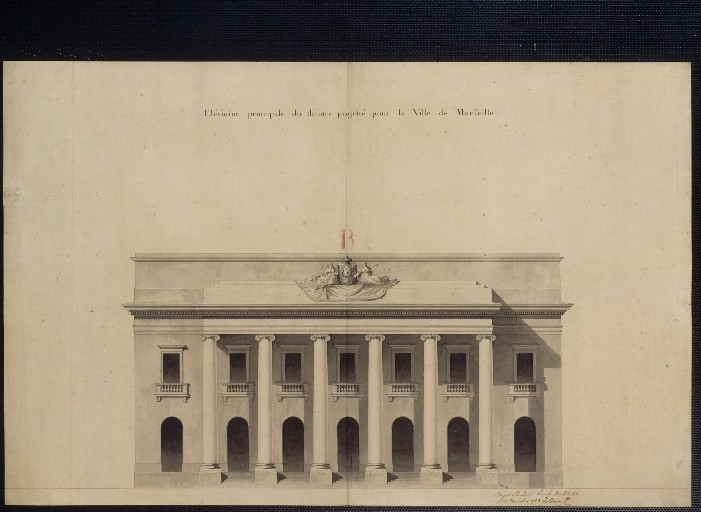
Plans originaux du Grand Théâtre - 1784 La Façade
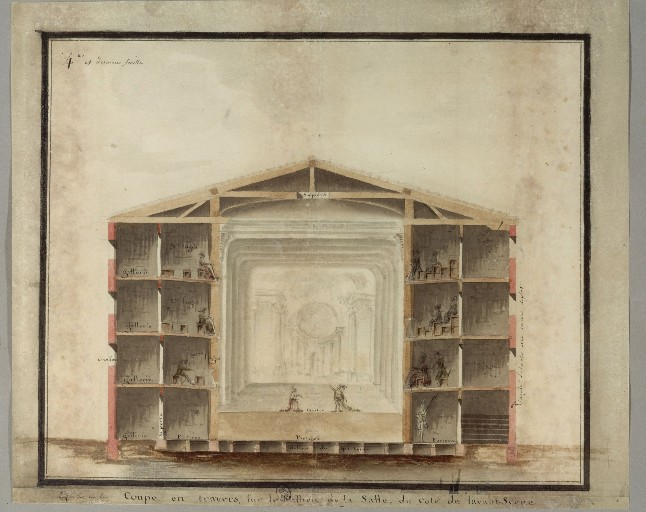
Plans originaux du Grand Théâtre - 1784 Coupe en travers sur le milieu de la salle, du côté de l'avant-scène
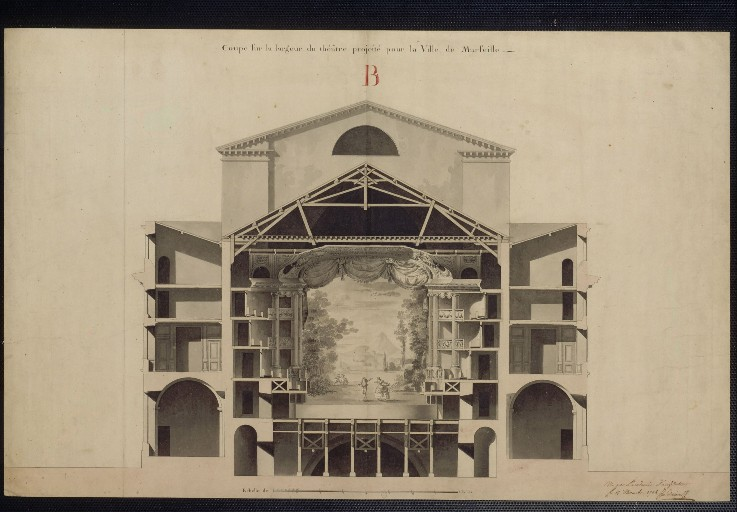
Plans originaux du Grand Théâtre - 1784 Coupe sur la largeur du théâtre
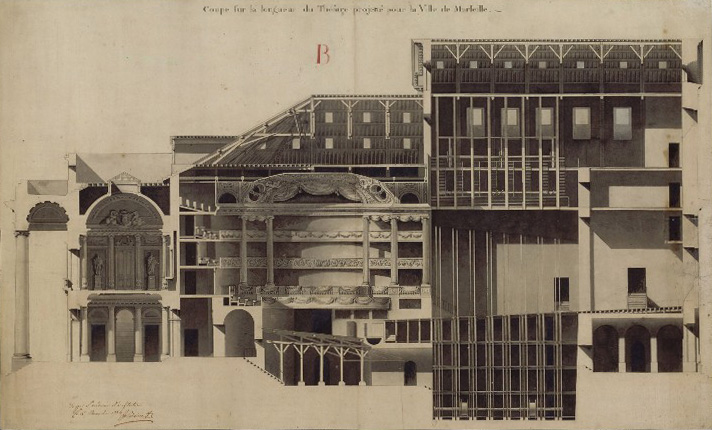
Plans originaux du Grand Théâtre - 1784 Coupe sur la longueur du théâtre

### Sources
- Michel Gallet, Les Architectes parisiens du XVIIIe siècle : Dictionnaire biographique et critique, Paris, Éditions Mengès, 1995, 494 p. (ISBN 2-85620-370-1)